# Niezwykłe przypadki Flapjacka
Niezwykłe przypadki Flapjacka (ang. The Marvelous Misadventures of Flapjack) – amerykański serial animowany z gatunku czarnej komedii z elementami przygodowo-fantastycznymi.

## Fabuła
Flapjack jest małym chłopcem, który został wychowany przez wieloryba Bańkę w Sztormowie. Wkrótce jednak Bańka ratuje starego pirata Kapitana Knykcia, który opowiada różne historie o wyprawach morskich, napełniając w ten sposób chłopca pragnieniem wyruszania w taką podróż. Aby móc to osiągnąć, musi zdobyć sympatię kapitana, często pakując się przez to w kłopoty. Cała trójka spędza czas w porcie, aby zdobyć pieniądze, które pozwolą im ruszyć w podróż i zdobyć tytuł Łowcy Przygód. Wspólnym marzeniem Flapjacka i Kapitana Knykcia jest dostanie się na Cukrową Wyspę, gdzie wszystko jest zrobione ze słodyczy.

## Bohaterowie

### Główni bohaterowie
- Flapjack – mały, biedny, ale radosny chłopiec, który został wychowany przez wieloryba Bańkę. Razem z nią i z Kapitanem Knykciem mieszkają w Sztormowie. Uwielbia przygody, a przy tym jest bardzo grzeczny i przyjazny. Często musi być także „aniołem stróżem” Knykcia. Raz nawet skosztował cukierka z Cukrowej Wyspy.
- Kapitan Knykieć – stary pirat, który uwielbia opowiadać różne historie o wyprawach morskich. Razem z Bańką i Flapjackiem mieszkają w Sztormowie. Jest uzależniony od słodyczy. Pije syrop klonowy z butelki, często robi złe rzeczy np. kradnie, kłamie lub dokucza. Miał bardzo trudne życie, przez co jest egoistą. Z wyjątkiem oczu, całe jego ciało złożone jest z protez różnej jakości. Poszczególne części ciała tracił zwykle przez własną niefrasobliwość. Dwa razy widział Cukrową Wyspę.
- Bańka – wielorybica. Znalazła Flapjacka wśród wodorostów, gdy był jeszcze mały. Do teraz opiekuje się nim jak prawdziwa mama. Cały czas pilnuje Flapjacka, nie przepada za Knykciem. Jej największym marzeniem jest latanie jak ptak, które spełnia się w odcinku „Kilka poziomów ponad morzem”.

### Drugoplanowi bohaterowie
- Miętówkowy Larry – pracuje w „Pralince”, czyli sklepie ze słodyczami. Ma żonę, która jest stworzona ze słodyczy. Flapjack i Kapitan Knykieć zbierali dla niego papierki w odcinku „To papierek”.
- Słodziutka – żona Miętówkowego Larry’ego. Jest zrobiona ze słodyczy. Kapitan Knykieć jest w niej zakochany.
- Gęba – ogromna, paskudna kobieta koloru zielonego. Cierpi z powodu samotności. Mieszka na gębowej wyspie. Nie cierpi sardynek.
- Śliski Pit – prowadzi salon masażu. Do masowania Portowej Wiedźmy używa ośmiornicy.
- Doktor Golibroda – cyrulik, który z włosów ściętych klientów karmi bestię pod podłogą. Lubi na innych przeprowadzać operacje, a po operacji ostrzyc pacjenta. Jest jednocześnie i lekarzem, i fryzjerem.
- Portowa Wiedźma – stara kobieta mieszkająca w Sztormowie. Lubi wystawiać mandaty. Bardzo dba o porządek w Sztormowie.
- Bracia wynalazcy – bliźniaki. Pierwszy konstruuje wynalazki związane z morzem, a drugi związane z powietrzem. Ten pierwszy jest czarnym charakterem.
- Pani Pomyłka – nauczycielka w szkole. Za dobrą odpowiedź daje cukierka.
- Kapitan Rąsia – ma drewnianą dłoń, o kradzież której oskarżył Kapitana Knykcia (choć tak naprawdę miała ją Portowa Wiedźma) w odcinku Oddaj mi ją.
- Mechaniczny dżin – dżin-robot. Mieszka na wyspie mechanicznego dżina. Gdy ktoś przegra z nim w grę, musi mu służyć. Później okazuje się on tylko zabawką gigantycznego bobasa.
- Ośmioręki Willy – jest najbardziej niebezpieczną kreaturą na głębokim morzu. Ten ogromny potwór łamie ofiarom kości niczym patyczki, a jego ulubione przysmaki to wieloryby, poszukiwacze przygód, a przede wszystkim słodycz. Wróg Kapitana Knykcia. Nie ma prawego oka. Na głowie ma stary, poniszczony piracki statek. Ponadto na twarzy ma dwie szwy.
- Kapitan Knykieć II – szczur. Rozrzuca pchły zarażone dżumą na ludzi, którzy są niemili dla Flapjacka. Flapjack odwiózł go na Wyspę Zadżumionych, i tam został.
- Lolly Burta – lubi opowiadać żarty. W rękach zawsze trzyma wiaderka. Jest synem Lady Nadzianej.
- Sally Syrop – dziewczynka, w której niby zakochał się Flapjack. Potem opuściła Sztormowo i popłynęła na Krwawą Wyspę.
- Żart McKawał – najśmieszniejszy marynarz na świecie, cały czas rymuje. Ale jak stwierdził Flapjack, wcale nie jest śmieszny.
- Człowiek-Roślina – pół-człowiek, pół-roślina. Uwielbia jeść owoce a później także rybią papkę, przez Flapjacka i Knykcia stracił zęby.
- Piątaszek – niegrzeczny chłopak, jest trochę podobny do Flapjacka. Kapitan Knykieć grając w pokera o Flapjacka wygrał go z wielkoludem. Nazywał się tak z powodu dwóch 5-centówek na dłoniach. Uwielbia się bić, boi się go nawet Kapitan Knykieć.
- Lady Nadziana – bogata kobieta z klasą. Pojawia się w odcinkach Słodkie życie, „Diamentowy kanał” i Cukierkowy Rejs. Ma kamerdynera Karola. Ona chciała, żeby Flapjack był elegancki.
- Kolejkowa Wiedźma – była kochanka Kapitana Knykcia, zginęła, wpadając do ośmiornicy. Bardzo lubi Flapjacka i przyznała mu czapkę młodego konduktora.
- HiHi Lalkiewicz – człowiek o bardzo dobrym sercu. Sprzedaje grzebienie. Pod koniec odcinka „HiHi Lalkiewicz” wypływa ze Sztormowa, ma nadzieję, że nowym mieście polubią go i jego rodzinę nie za urodę, ale za talent do robienia świetnych grzebieni. Z torbą na głowie wygląda jak lalka. Dobry przyjaciel wszystkich napotkanych ludzi.
- Szalony Mike (od czasu wypadku Niemy Mike) – marynarz, który pewnego dnia został przewrócony przez morski bałwan. Zaczął niewyobrażalnie przeklinać morze i ławica meduz wpadła mu do gardła, przez co podrażniła jego struny głosowe. Od tego czasu jest niemy.
- Harvey – zły, wielki wieloryb, oszukał Bańkę, która uważała, że się w niej zakochał dzięki temu porwał Knykcia i Flapjacka na wyspę prania. Bańka wrzuciła go jednak do maszyny piorącej, w której się zmniejszył i uratowała Knykcia i Flapjacka.
- Laljack – lalka Larry’ego, gdy Portowa Wiedźma zamknęła Pralinkę, Larry urządzał teatr lalek. Flapjackowi nie podoba się lalka więc odzyskuje Pralinkę.

## Wyspy
- Gębowa Wyspa – dom Gęby. Trafili tam Flapjack i Knykieć, myśląc, że dopłyną do Cukrowej Wyspy.
- Cukrowa Wyspa – choć tylko raz pojawiła się w serialu, główni bohaterowie (Flapjack i Kapitan Knykieć) ciągle marzą o tym, aby się dostać na tę wyspę.
- Wyspa Zadżumionych – trafiają tam wszyscy ludzie i zwierzęta, które są chore na dżumę, aby nie mogły zarażać zdrowych ludzi.
- Sztormowo – choć nie jest zwykłą wyspą to stanowi przystań na morzu. Sztormowo jest domem Flapjacka i jego przyjaciół.
- Wyspa Mechanicznego Dżina – wyspa, na której Flapjack i Knykieć musieli służyć Mechanicznemu Dżinowi po przegranej grze.
- Wyspa Syropu Klonowego – wyspa, na której produkuje się syrop klonowy, który jest świetny do naleśników.
- Owocowa Wyspa – wyspa pełna owoców.
- Piklowa Wyspa – wyspa, na której znajdują się tylko i wyłącznie ogórki. Dopłynął do niej Miętówkowy Larry licząc na to, że dopłynie do Cukrowej Wyspy.
- Krwawa wyspa – są na niej ładne muszle, które sprzedaje Sally Syrop. Mieszkają tam komary w kształcie serc.
- Wyspa Prania – wyspa, na której pierze się ubrania. Flapjack nauczył się tam prać i składać swoje ubrania.
- Wyspa fałszywych dżinów – wyspa, na której mieszkają fałszywe dżiny. Gdy Flapjack tam dopłynął, chciał się teleportować z fałszywym dżinem na Cukrową Wyspę za cukierka, którego miał dać kapitanowi. Jednak nic się nie stało.
- Psinkowo – przystań na morzu, gdzie mieszkają tylko psy, a w baryłce dostaje się karmę dla psów zamiast słodyczy. Bardzo przypomina Sztormowo, lecz w nim wszystko jest związane z psami.
- Wyspa Hycli
- Niewidzialna Wyspa
- Gigantyczny Ląd – wielki kontynent na którym są lasy, góry i pustynie. Żyją na nim mali ludzie i olbrzymy. Pojawił się w odcinku „Zaginieni Na Lądzie”.
- Wyspa Emerytowanych Dżinów
- Wyspa nigdy tam nie byłem
- Wyspa raz

## Wersja polska
Wersja polska: Studio Genetix Film Factory

Reżyseria: Agnieszka Matysiak

Tłumaczenie: Arleta Walczak

Dialogi: Joanna Kuryłko

Dźwięk i montaż:
- Zdzisław Zieliński,
- Marek Ołdak

Organizacja produkcji: Agnieszka Sokół, Róża Zielińska

Wystąpili:
- Leszek Zduń –
  - Flapjack,
  - Piątaszek (odc. 9a)
- Barbara Zielińska – Bańka
- Andrzej Szopa – Knykieć

oraz
- Ryszard Olesiński –
  - Doktor Golibroda,
  - Kapitan Rąsia (odc. 7b)
- Andrzej Chudy –
  - Gęba (odc. 1b),
  - Lord Nadziany (odc. 9b)
- Tomasz Steciuk –
  - Miętówkowy Larry,
  - HiHi Lalkiewicz
- Janusz Wituch –
  - Portowa Wiedźma,
  - Żart McKawał
- Dominika Figurska – Sally Syrop
- Grzegorz Pawlak –
  - Pierwszy wynalazca,
  - Drugi wynalazca
- Jarosław Boberek –
  - Lady Nadziana (odc. 9b, 20a),
  - Golibroda
- Krzysztof Szczerbiński

Czołówkę śpiewali: Leszek Zduń, Barbara Zielińska, Andrzej Szopa

Lektor: Piotr Makowski

## Odcinki
- Serial składa się z 46 odcinków.
- Serial po raz pierwszy w Polsce pojawił się na kanale Cartoon Network:
  - I seria (odcinki 1–13) – 7 marca 2009 roku,
  - I seria (odcinki 14–20) – 6 czerwca 2009 roku,
  - II (odcinki 21–40) i III seria (odcinki 41–46) – 22 listopada 2010 roku,
  - odcinki krótkometrażowe – 1 lutego 2010 roku.
- CN w pierwszych emisjach nie pokazywał czołówki, ale w późniejszych emisjach tak.

### Spis odcinków
| Premiera odcinka        | Nr  | Polski tytuł                                | Angielski tytuł                                  |
| ----------------------- | --- | ------------------------------------------- | ------------------------------------------------ |
|                         |     |                                             |                                                  |
| SERIA PIERWSZA          |     |                                             |                                                  |
|                         |     |                                             |                                                  |
| 07.03.2009              | 01  | Kilka poziomów poniżej morza                | Several Leagues Under the Sea                    |
| 07.03.2009              | 01  | Gębowa Wyspa                                | Cammie Island                                    |
|                         |     |                                             |                                                  |
| 08.03.2009              | 02  | Kilka poziomów ponad morzem                 | Several Leagues Above the Sea!                   |
| 08.03.2009              | 02  | To papierek                                 | That’s a Wrap!                                   |
|                         |     |                                             |                                                  |
| 14.03.2009              | 03  | Szukając miłości w niewłaściwych baryłkach  | Lookin’ for Love in All the Wrong Barrels        |
| 14.03.2009              | 03  | Kumple od brody                             | Beard Buddies                                    |
|                         |     |                                             |                                                  |
| 21.03.2009              | 04  | Nauka                                       | Skooled                                          |
| 21.03.2009              | 04  | Snarkowie                                   | Snarked!                                         |
|                         |     |                                             |                                                  |
| 22.03.2009              | 05  | Strzyżenie i golenie, dwaj przyjaciele      | Shave and a Haircut, Two Friends!                |
| 22.03.2009              | 05  | Widzę Cię                                   | Eye Sea You                                      |
|                         |     |                                             |                                                  |
| 28.03.2009              | 06  | Jaki fajny jest zachód                      | How The West Was Fun                             |
| 28.03.2009              | 06  | Knykieć to brudny szczur                    | K’nuckles Is A Filthy Rat                        |
|                         |     |                                             |                                                  |
| 29.03.2009              | 07  | Palące stopy                                | Foot Burn                                        |
| 29.03.2009              | 07  | Oddaj mi ją                                 | Hand It Over                                     |
|                         |     |                                             |                                                  |
| 04.04.2009              | 08  | Mięsień siedzenia                           | Sittin’ Muscle                                   |
| 04.04.2009              | 08  | Klątwa                                      | Knot Funny                                       |
|                         |     |                                             |                                                  |
| 05.04.2009              | 09  | Piątaszek                                   | Kid Nickels                                      |
| 05.04.2009              | 09  | Słodkie życie                               | The Sweet Life                                   |
|                         |     |                                             |                                                  |
| 30.05.2009              | 10  | Konkurs dowcipów                            | Pun Times with Punsie McKale                     |
| 30.05.2009              | 10  | Równowaga                                   | Balance                                          |
|                         |     |                                             |                                                  |
| 12.04.2009              | 11  | Wyspa Mechanicznego Dżina                   | Mechanical Genie Island                          |
| 12.04.2009              | 11  | Zemsta                                      | Revenge                                          |
|                         |     |                                             |                                                  |
| 18.04.2009              | 12  | Och, bracie                                 | Oh Brother                                       |
| 18.04.2009              | 12  | Laljack                                     | Panfake                                          |
|                         |     |                                             |                                                  |
| 25.04.2009              | 13  | Rządź i płacz                               | Lead ’Em and Weep                                |
| 25.04.2009              | 13  | Morskie łobuziaki                           | Sea Urchins                                      |
|                         |     |                                             |                                                  |
| 06.06.2009              | 14  | Morskie nogi                                | Sea Legs                                         |
| 06.06.2009              | 14  | To nie jest syrop do starych naleśników     | No Syrup for Old Flapjacks                       |
|                         |     |                                             |                                                  |
| 07.06.2009              | 15  | Człowiek roślina                            | Plant Man                                        |
| 07.06.2009              | 15  | Rybie łby                                   | Fish Heads                                       |
|                         |     |                                             |                                                  |
| 13.06.2009              | 16  | Mój Anioł Stróż mnie wykończy               | My Guardian Angel Is Killing Me!!                |
| 13.06.2009              | 16  | Drogi pamiętniku                            | Dear Diary                                       |
|                         |     |                                             |                                                  |
| 15.07.2009              | 17  | Coś tu nie pasuje                           | Something’s a Miss                               |
| 15.07.2009              | 17  | Koncert życzeń                              | Gone Wishin’                                     |
|                         |     |                                             |                                                  |
| 20.06.2009              | 18  | Robak miłości                               | Love Bugs                                        |
| 20.06.2009              | 18  | Ben Bujda                                   | Ben Boozled                                      |
|                         |     |                                             |                                                  |
| 21.06.2009              | 19  | Wielorybie czasy                            | Whale Times                                      |
| 21.06.2009              | 19  | Cukierkowy rejs                             | Candy Cruise Blues                               |
|                         |     |                                             |                                                  |
| 27.06.2009              | 20  | Diamentowy kanał                            | Diamonds in the Stuff                            |
| 27.06.2009              | 20  | HiHi Lalkiewicz                             | TeeHee Tummy Tums                                |
|                         |     |                                             |                                                  |
| SERIA DRUGA             |     |                                             |                                                  |
|                         |     |                                             |                                                  |
| 22.11.2010              | 21  | Dżin dobry                                  | Jar She Blows                                    |
| 22.11.2010              | 21  | Za zasłoną                                  | Behind the Curtain                               |
|                         |     |                                             |                                                  |
| 23.11.2010              | 22  | Zamknij je                                  | Shut It                                          |
| 23.11.2010              | 22  | Kto kogo skubie?                            | Who’s Mooching Who?                              |
|                         |     |                                             |                                                  |
| 24.11.2010              | 23  | Nad księżycem                               | Over The Moon                                    |
| 24.11.2010              | 23  | Stu na jednego                              | 100 Percensus                                    |
|                         |     |                                             |                                                  |
| 25.11.2010              | 24  | Czapki z głów                               | Off With His Hat                                 |
| 25.11.2010              | 24  | Knykieć i jego komiczny problem             | K’nuckles and His Hilarious                      |
|                         |     |                                             |                                                  |
| 26.11.2010              | 25  | Czadowe spodnie                             | Fancy Pants                                      |
| 26.11.2010              | 25  | Problem z przytulaniem                      | Cuddle Trouble                                   |
|                         |     |                                             |                                                  |
| 29.11.2010              | 26  | Kim jest ten facet w lustrze?               | Who’s That Man In The Mirror?                    |
| 29.11.2010              | 26  | Nieszczęśliwe zakończenia                   | Unhappy Endings                                  |
|                         |     |                                             |                                                  |
| 30.11.2010              | 27  | S.S. Knykcio                                | S.S. K’nuckles                                   |
| 30.11.2010              | 27  | Słodki Casanowa                             | Candy Cassanova                                  |
|                         |     |                                             |                                                  |
| 01.12.2010              | 28  | Ze statkiem na dno                          | Down With the Ship                               |
| 01.12.2010              | 28  | Willy!                                      | Willy!                                           |
|                         |     |                                             |                                                  |
| 02.12.2010              | 29  | Bańkę boli brzuszek                         | Bubbie’s Tummy Ache                              |
| 02.12.2010              | 29  | Nie zaglądajcie do szuflady                 | Mind the Store, Don’t Look in the Drawer         |
|                         |     |                                             |                                                  |
| 03.12.2010              | 30  | Odejdź na emeryturę                         | Please Retire                                    |
| 03.12.2010              | 30  | Podwodny potwór                             | Under the Sea Monster                            |
|                         |     |                                             |                                                  |
| 06.12.2010              | 31  | Flapjack idzie na przyjęcie                 | Flapjack Goes to a Party                         |
| 06.12.2010              | 31  | Kochał cię                                  | Rye Ruv Roo                                      |
|                         |     |                                             |                                                  |
| 24.12.2010              | 32  | Niskie wody                                 | Low Tidings                                      |
|                         |     |                                             |                                                  |
| 07.12.2010              | 33  | Wróć do domu, kapitanie                     | Come Home Cap’n                                  |
| 07.12.2010              | 33  | Najszybszy człowiek na Ziemi                | Fastest Man Alive                                |
|                         |     |                                             |                                                  |
| 08.12.2010              | 34  | Oh, ty zwierzaku!                           | Oh You Animal!                                   |
| 08.12.2010              | 34  | Powrót Sally Syrop                          | The Return of Sally Syrup                        |
|                         |     |                                             |                                                  |
| 09.12.2010              | 35  | Wałkoń leń                                  | Lazy Bones                                       |
| 09.12.2010              | 35  | Dwóch starych mężczyzn i zamknięta skrzynia | Two Old Men and A Locked Box                     |
|                         |     |                                             |                                                  |
| 10.12.2010              | 36  | Bam!                                        | Bam!                                             |
| 10.12.2010              | 36  | Zaginieni na lądzie                         | Lost at Land                                     |
|                         |     |                                             |                                                  |
| 13.12.2010              | 37  | Tylko jeden całus                           | Just One Kiss                                    |
| 13.12.2010              | 37  | Studnia spełnionych życzeń                  | Wishing Not So Well                              |
|                         |     |                                             |                                                  |
| 14.12.2010              | 38  | M jak Marynarka                             | N is for Navy                                    |
| 14.12.2010              | 38  | Co Cię gryzie, kapitanie?                   | What’s Eatin’ Ya Cap’m?                          |
|                         |     |                                             |                                                  |
| 15.12.2010              | 39  | Jestem taki dumny… z siebie                 | I’m So Proud… of Me                              |
| 15.12.2010              | 39  | Dzień bez śmiechu                           | A Day Without Laughter                           |
|                         |     |                                             |                                                  |
| 16.12.2010              | 40  | Wszyscy na pokład                           | All Hands on Deck                                |
|                         |     |                                             |                                                  |
| SERIA TRZECIA           |     |                                             |                                                  |
|                         |     |                                             |                                                  |
| 17.12.2010              | 41  | Uważaj co łowisz                            | Careful What You Fish For                        |
| 17.12.2010              | 41  | Burmistrz, nie mistrz                       | Mayor May Not                                    |
|                         |     |                                             |                                                  |
| 20.12.2010              | 42  | Wierzę                                      | I’m A Believer                                   |
| 20.12.2010              | 42  | Łże, łże, co zrobić chce?                   | Liar, Liar, You For Hire?                        |
|                         |     |                                             |                                                  |
| 21.12.2010              | 43  | Słodki kolega                               | Candy Colleague                                  |
| 21.12.2010              | 43  | Buty stworzone do chodzenia (po twarzy)     | These Boots Were Made for Walking (On Your Face) |
|                         |     |                                             |                                                  |
| 22.12.2010              | 44  | Szczur wysokolądowy                         | HighLandLubber                                   |
| 22.12.2010              | 44  | Kto wypuścił koty z domu staruchy?          | Who Let the Cats Out of the Old Bag’s House?     |
|                         |     |                                             |                                                  |
| 23.12.2010              | 45  | Lodowy sztorm                               | Parfait Storm                                    |
| 23.12.2010              | 45  | Knykieć, nie bądź bohaterem                 | K’nuckles Don’t Be a Hero                        |
|                         |     |                                             |                                                  |
| 24.12.2010              | 46  | Złap mnie, jeśli posłodzisz                 | Catch Me if You Candy                            |
| 24.12.2010              | 46  | Jak ryba bez wody                           | Fish Out of Water                                |
|                         |     |                                             |                                                  |
| ODCINKI KRÓTKOMETRAŻOWE |     |                                             |                                                  |
|                         |     |                                             |                                                  |
| 02.02.2010              | S01 | Spuściłem szczoteczkę                       | I Flushy My Brushy                               |
|                         |     |                                             |                                                  |
| 14.02.2010              | S02 | Handlarz ryb                                | Fishmonger                                       |
|                         |     |                                             |                                                  |
| 19.02.2010              | S03 | Okręt flagowy                               | Flagship                                         |
|                         |     |                                             |                                                  |
| 03.02.2010              | S04 | Kapitan i paznokieć u nogi                  | Captain and ToeNeil                              |
|                         |     |                                             |                                                  |
| 01.02.2010              | S05 | Choroba morska                              | Sea Sick                                         |
|                         |     |                                             |                                                  |
| 01.02.2010              | S06 | Gwiaździsta noc                             | Starry Night                                     |
|                         |     |                                             |                                                  |

## Nawiązania
- Odcinek Szczur Wysokolądowy jest nawiązaniem do filmu Nieśmiertelny
- Odcinek Jaki fajny jest zachód jest nawiązaniem do filmu Piraci z Karaibów: Na krańcu świata.
- Odcinek To nie jest syrop dla starych naleśników jest parodią filmu To nie jest kraj dla starych ludzi.